# León Cortés Castro
León Cortés Castro (né le 8 décembre 1882 – mort le 3 mars 1946 à San José) est un homme d'État qui fut le président du Costa Rica du 8 mai 1936 au 8 mai 1940.

## Source
- (en) Cet article est partiellement ou en totalité issu de l’article de Wikipédia en anglais intitulé « León Cortés Castro » (voir la liste des auteurs).